# Omorgus scutellaris
Omorgus scutellaris är en skalbaggsart som beskrevs av Thomas Say 1823. Omorgus scutellaris ingår i släktet Omorgus och familjen knotbaggar. Inga underarter finns listade i Catalogue of Life.

## Bildgalleri

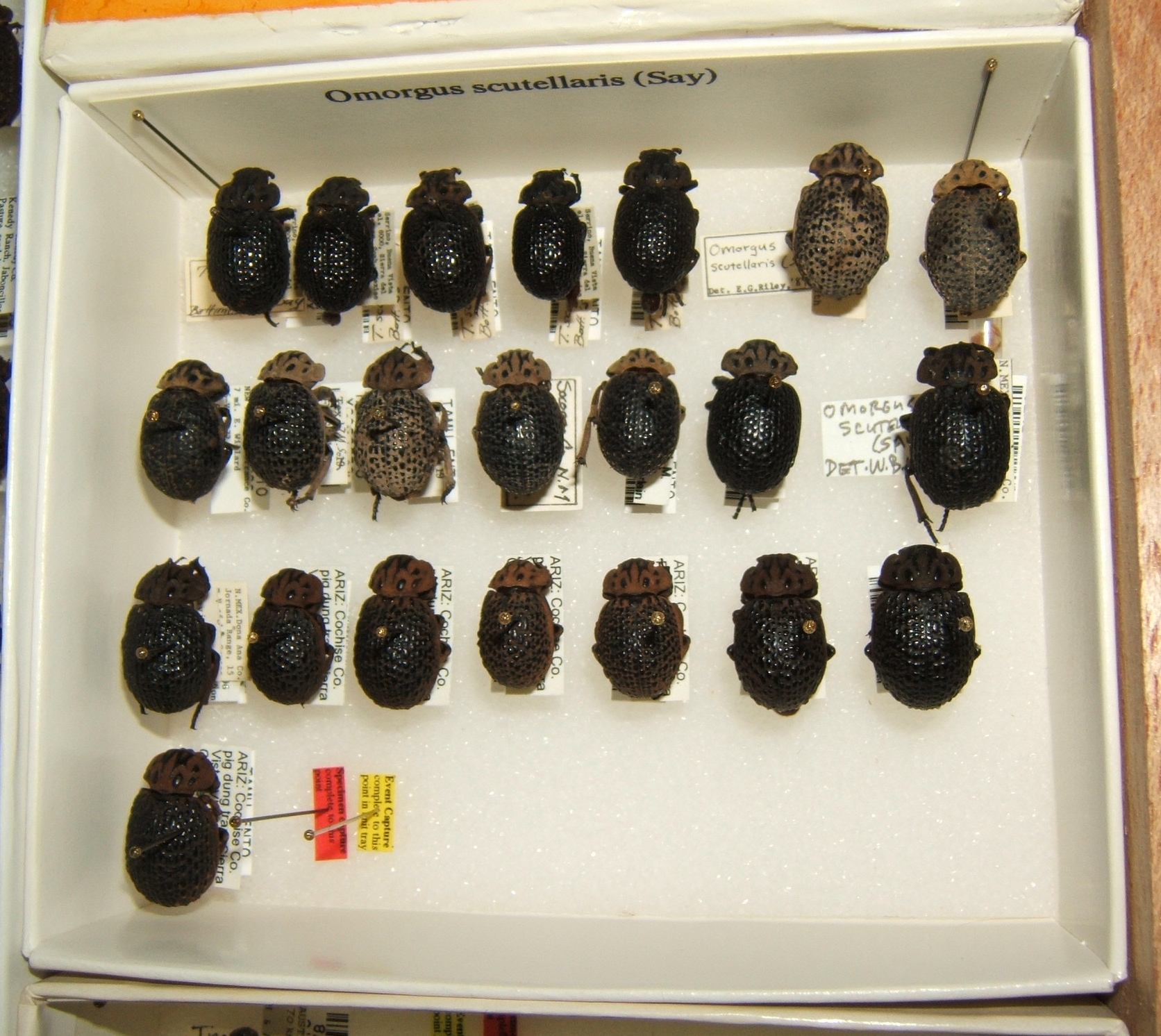